# Geomorfología

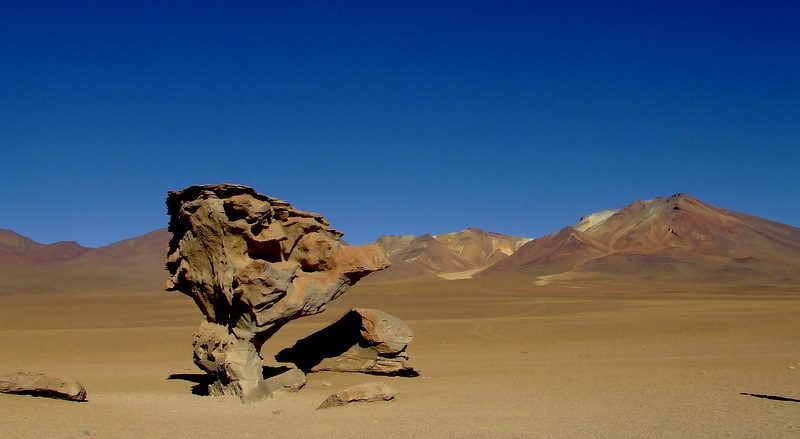
La geomorfología estudia el origen y el futuro de geoformas como la del árbol de Piedra así como la de los cerros detrás en el Altiplano andino.

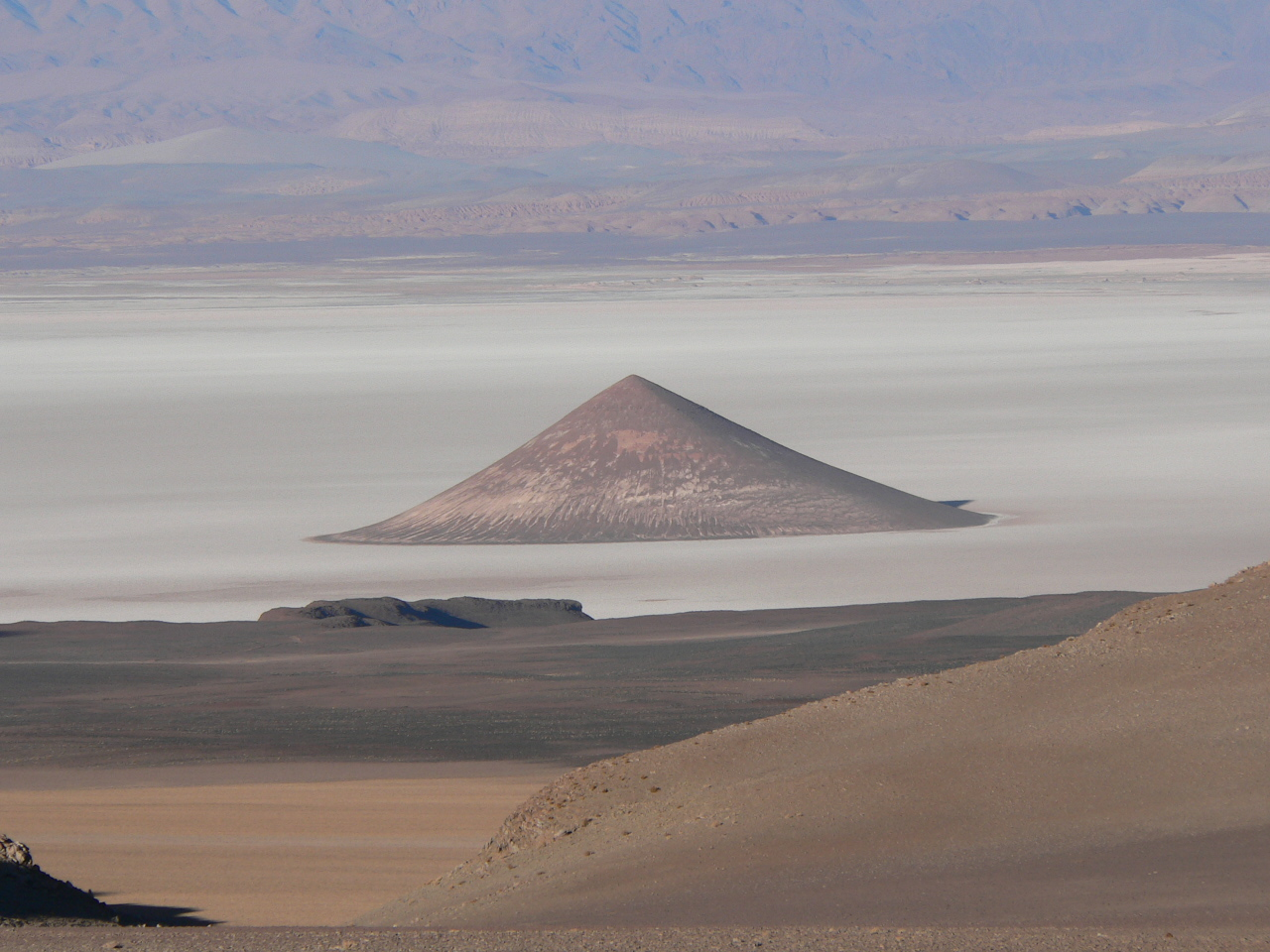
Cono de Arita en el Salar de Arizaro, provincia de Salta (Argentina).

La geomorfología es una rama de la geografía y de la geología que tiene como objetivo el estudio de las formas de la superficie terrestre enfocado en describirlas, entender su génesis y su actual comportamiento.
Por su campo de estudio, la geomorfología tiene vinculaciones con otras ciencias. Uno de los modelos geomorfológicos más popularizados explica que las formas de la superficie terrestre son el resultado de un balance dinámico —que evoluciona en el tiempo— entre procesos constructivos y destructivos, dinámica que se conoce de manera genérica como ciclo geográfico.
La geomorfología se centra en el estudio de las formas del relieve, pero dado que estas son el resultado de la dinámica litosférica que en general integra, como insumos, conocimientos de otras ramas de la Geografía física, tales como la climatología, la hidrografía, la pedología, la glaciología, y también de otras ciencias, para abarcar la incidencia de fenómenos biológicos, 
geológicos y antrópicos, en el relieve. La geomorfología es una ciencia relacionada tanto con la geografía humana (por causa de los riesgos naturales y la relación del hombre con el medio) como con la geografía matemática (por causa de la topografía).

## Resumen general

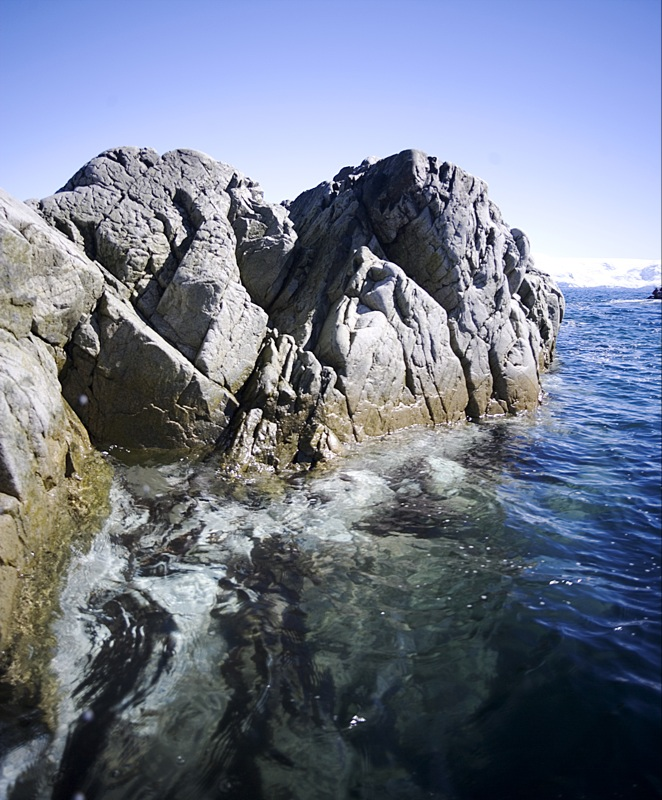
La erosión diferencial por olas y la química del agua conducen a resaltar fallas estructurales en rocas expuestas a ellas.

La  superficie de la Tierra se modifica por una combinación de procesos superficiales que dan forma a los paisajes y procesos geológicos que provocan levantamientos y hundimientos tectónicos, y dan forma a la  geografía costera. Los procesos superficiales comprenden la acción del agua, el viento, el hielo, el fuego y la vida en la superficie de la Tierra, junto con las reacciones químicas que forman los suelos y alteran las propiedades de los materiales, la estabilidad y la tasa de cambio de la topografía bajo la fuerza de la gravedad, y otros factores, como (en un pasado muy reciente) la alteración humana del paisaje. Muchos de estos factores están fuertemente mediados por el clima. Los procesos geológicos incluyen el levantamiento de  cadenas montañosas, el crecimiento de  volcanes, cambios isostáticos en la elevación de la superficie terrestre (a veces en respuesta a procesos superficiales) y la formación de cuencas sedimentarias profundas donde la superficie de la Tierra cae y se llena con material erosionado de otras partes del paisaje. La superficie de la Tierra y su topografía, por lo tanto, son una intersección de factores climáticos, hidrológicos y biológicos, acción con procesos geológicos, o dicho alternativamente, la intersección de la litosfera de la Tierra con su hidrosfera, atmósfera y biosfera.
Las topografías a gran escala de la Tierra ilustran esta intersección de la acción de la superficie y el subsuelo. Los cinturones montañosos se elevan debido a procesos geológicos. La denudación de estas regiones elevadas produce sedimentos que se transportan y depositan en otros lugares dentro del paisaje o frente a la costa. En escalas progresivamente más pequeñas, se aplican ideas similares, donde los accidentes geográficos individuales evolucionan en respuesta al equilibrio de procesos aditivos (levantamiento y deposición) y procesos sustractivos (hundimiento y erosión). A menudo, estos procesos se afectan directamente entre sí: las capas de hielo, el agua y los sedimentos son cargas que cambian la topografía a través de  isostasia de flexión. La topografía puede modificar el clima local, por ejemplo a través de la precipitación orográfica, que a su vez modifica la topografía cambiando el régimen hidrológico en el que evoluciona. Muchos geomorfólogos están particularmente interesados en el potencial de retroalimentación entre el clima y la tectónica, mediada por procesos geomórficos.
Además de estas preguntas de gran escala, los geomorfólogos abordan cuestiones que son más específicas y/o más locales. Los geomorfólogos glaciares investigan depósitos glaciares como morrenas, eskers y lagos proglaciales, así como características de erosión glaciar, para construir cronologías de pequeños glaciares y grandes capas de hielo y comprender sus movimientos y efectos sobre el paisaje. Los geomorfólogos fluviales se enfocan en los ríos, cómo transportan sedimentos, migran a través del paisaje, cortan el lecho rocoso, responder a los cambios ambientales y tectónicos e interactuar con los humanos. Los geomorfólogos de suelos investigan los perfiles y la química del suelo para aprender sobre la historia de un paisaje en particular y comprender cómo interactúan el clima, la biota y las rocas. Otros geomorfólogos estudian cómo se forman y cambian las laderas. Otros más investigan las relaciones entre la ecología y la geomorfología. Debido a que la geomorfología se define para comprender todo lo relacionado con la superficie de la Tierra y su modificación, es un campo amplio con muchas facetas.
Los geomorfólogos utilizan una amplia gama de técnicas en su trabajo. Estos pueden incluir trabajo de campo y recopilación de datos de campo, la interpretación de datos de sensores remotos, análisis geoquímicos y el modelado numérico de la física de los paisajes. Los geomorfólogos pueden confiar en la geocronología, utilizando métodos de datación para medir la tasa de cambios en la superficie. Las técnicas de medición del terreno son vitales para describir cuantitativamente la forma de la superficie de la Tierra e incluyen GPS diferencial, modelos digitales de terreno por detección remota y escaneo láser, para cuantificar, estudiar y generar ilustraciones y mapas.
Las aplicaciones prácticas de la geomorfología incluyen la evaluación de peligros, como la predicción y mitigación de deslizamientos de tierra, el control de ríos y la restauración de arroyos y la protección costera. La geomorfología planetaria estudia los accidentes geográficos de otros planetas terrestres como Marte. Se estudian las indicaciones de los efectos de los  procesos eólicos, fluviales, glaciales, de masas,  impactos de meteoritos, tectónica y volcánica. Este esfuerzo no solo ayuda a comprender mejor la historia geológica y atmosférica de esos planetas, sino que también amplía el estudio geomorfológico de la Tierra. Los geomorfólogos planetarios a menudo usan análogos de la Tierra para ayudar en su estudio de las superficies de otros planetas.

## Historia
En un comienzo inseparable de la geografía, la geomorfología toma forma a finales del siglo XIX de manos de quien fue su padre, el renombrado geógrafo William Morris Davis, quien también es considerado el padre de la geografía estadounidense. En su época la idea predominante sobre la creación del relieve se explicaba a través del catastrofismo como si fuera el supuesto de la gran inundación bíblica. Davis y otros geógrafos comenzaron a creer que otras causas eran responsables del modelamiento de la superficie de la Tierra y no eventos catastróficos. Davis, dentro del marco del uniformismo, desarrolló una teoría de la creación y destrucción del paisaje, a la que llamó ciclo geográfico. Trabajos tales como The Rivers and Valleys of Pennsylvania, The Geographical Cycle y Elementary Physical Geography, dieron un primer y fuerte impulso seguido por sus numerosos sucesores tales como Mark Jefferson, Isaiah Bowman, Curtis Marbut, quienes fueron consolidando la disciplina, sin dejar de participar en el contexto de la geografía y también profundizando en otras ciencias.

## Factores generadores de los procesos geomorfológicos

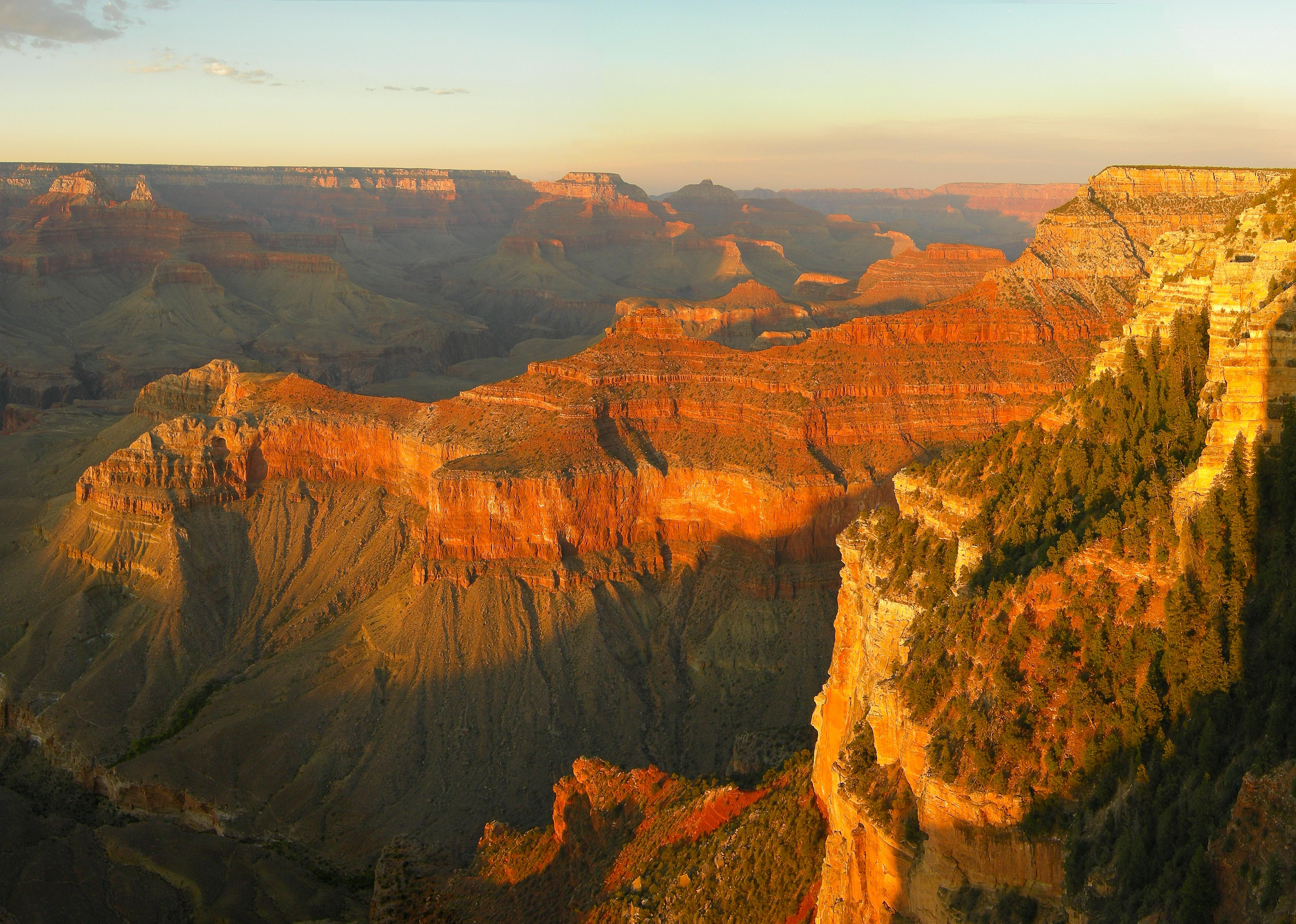
El Gran Cañón, en Arizona (Estados Unidos), un espectacular ejemplo de modelado fluvial.

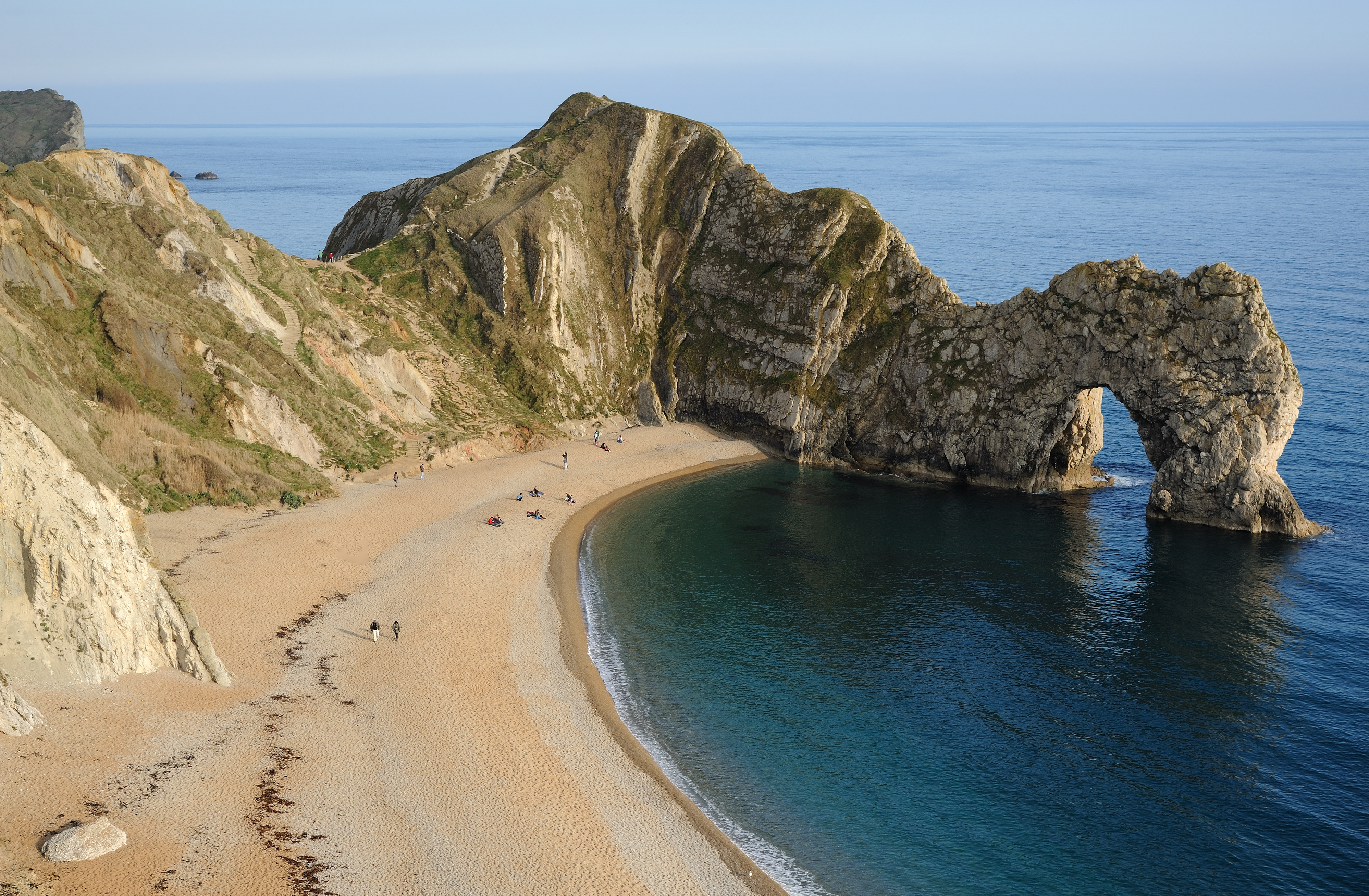
La geomorfología describe el relieve terrestre.

El relieve terrestre va evolucionando en la dinámica del ciclo geográfico mediante una serie de procesos constructivos y destructivos que se ven permanentemente afectados por la fuerza de gravedad que actúa como equilibradora de los desniveles; es decir, hace que las zonas elevadas tiendan a caer y colmatar las zonas deprimidas. Estos procesos hacen que el relieve transite por diferentes etapas. Los desencadenantes de los procesos geomorfológicos pueden categorizarse en cuatro grandes grupos:
- Factores geográficos: El relieve se ve afectado tanto por factores bióticos como abióticos, de los cuales se consideran propiamente geográficos aquellos abióticos de origen exógeno, tales como la gravedad, el suelo, el clima y los cuerpos de agua. El clima con sus elementos tales como la presión, la temperatura, la humedad, los vientos. El agua superficial con la acción de la escorrentía, la acción fluvial y marina. Los hielos con el modelado glacial, entre otros. Son factores que ayudan al modelado, favoreciendo los procesos erosivos.
- Factores bióticos: El efecto de los factores bióticos sobre el relieve suele oponerse a los procesos del modelado, especialmente considerando la vegetación, sin embargo, existen no pocos animales que colaboran con el proceso erosivo tales como los caprinos.
- Factores geológicos: tales como la tectónica, el diastrofismo, la orogénesis y el vulcanismo, son procesos constructivos y de origen endógeno que contribuyen al modelado y reinician o rejuvenecen el ciclo geográfico.
- Factores antrópicos: La acción del hombre sobre el relieve es muy variable, dependiendo de la actividad que se realice, en este sentido y como comúnmente pasa con el hombre es muy difícil generalizar, pudiendo incidir a favor o en contra de los procesos erosivos.[10]

Aunque los distintos factores que influyen en la superficie terrestre se ven incluidos en la dinámica del ciclo geográfico, solo los factores geográficos contribuyen siempre en dirección al desarrollo del ciclo y a su fin último; la penillanura. Mientras que el resto de los factores (biológicos, geológicos y antrópicos) interrumpen o perturban el normal desarrollo del ciclo. De la interacción de estos elementos resultan los procesos morfogenéticos o modelado, dividido en 3 etapas o tres procesos sucesivos, a saber, la erosión, el transporte y la sedimentación. Este proceso es, en gran parte, causante del modelado de la superficie terrestre teniendo en cuenta una serie de circunstancias.

## Ramas de la geomorfología

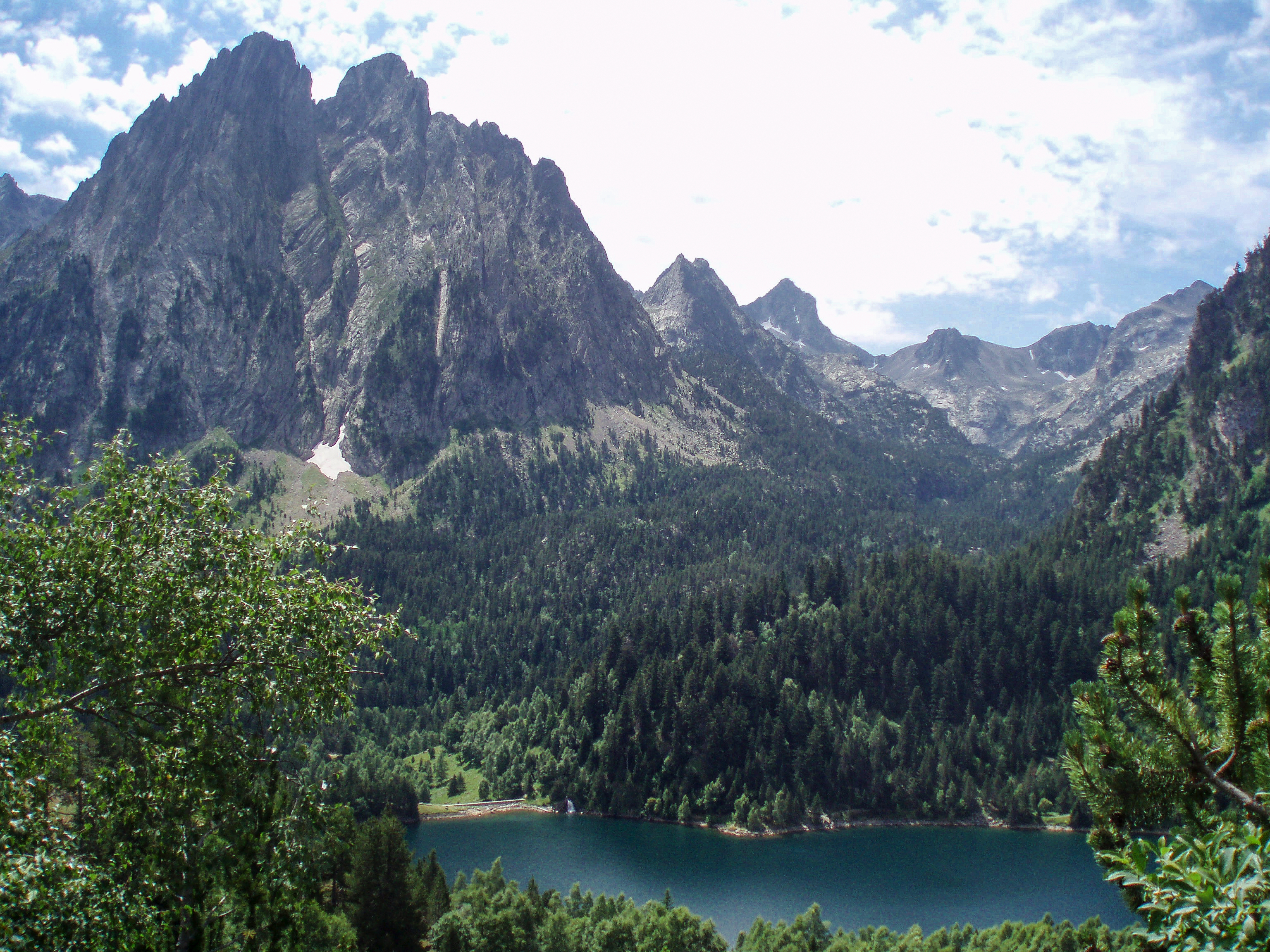
Los Encantados y el lago de San Mauricio, en el Pirineo Catalán, ejemplos de modelado glacial.

Se puede subdividir, a su vez, en tres grandes enfoques: geomorfología estructural que trata de la caracterización y génesis de las “formas del relieve”, como unidades de estudio. La geomorfología dinámica, sobre la caracterización y explicación de los procesos de erosión y meteorización por los principales agentes (gravedad y agua). Y la geomorfología climática, sobre la influencia del clima sobre la morfogénesis (dominios morfoclimáticos).
De carácter descriptivo y clasificatorio en sus orígenes, la geomorfología fue evolucionando, como toda ciencia, hacia una disciplina exploratoria de las causas e interrelaciones entre procesos y formas. Desde la última mitad del siglo XX, gran sector de los geomorfólogos se ha enfocado particularmente en encontrar relaciones entre procesos y formas. Este enfoque, conocido como geomorfología dinámica, se ha visto beneficiado enormemente con el avance tecnológico paralelo y reducción de costos en equipos de medición y el incremento exponencial de la capacidad de procesamiento de las computadoras. La geomorfología dinámica trata de procesos elementales de erosión, de los agentes de transporte, del ciclo geográfico y de la naturaleza de la erosión.
Otras ramas de la geomorfología estudian diversos factores que ejercen una marcada influencia en las formas de la tierra como por ejemplo el efecto predominante del clima o la influencia de la geología en el relieve. Las principales son:
- Geomorfología climática: estudia la influencia del clima en el desarrollo del relieve. La presión atmosférica y la temperatura interactúan con el clima y son los responsables de los vientos, las escorrentías y del continuo modelado del ciclo geográfico. La diversidad de climas representa distintas de velocidades en la evolución del ciclo, como es el caso de los climas áridos con ritmo evolutivo más lentos y de los climas muy húmedos con ritmos evolutivos más altos, como también el clima representa el tipo de modelado predominante; glacial, eólico, fluvial, etc. Este conocimiento se sintetiza en lo que se denomina «dominios morfoclimáticos».

- Geomorfología fluvial: es la rama especializada de la geomorfología que se encarga del estudio de los accidentes geográficos, formas y relieves ocasionados por la dinámica fluvial. Este subcampo suele traslaparse con el campo de la hidrografía.

- Geomorfología de laderas: es aquella que estudia los fenómenos producidos en las vertientes de las montañas, así como también estudia los movimientos en masa, estabilización de taludes, etc. Se relaciona con el estudio de riesgos naturales.
- Geomorfología eólica: es la que se encarga de estudiar los procesos y las formas de origen eólico, en especial en los dominios morfoclimáticos donde la acción eólica es predominante, por ejemplo en las zonas litorales, los desiertos fríos y cálidos, y las zonas polares.
- Geomorfología glaciar: se encarga de estudiar las formaciones y los procesos de los accidentes geográficos, formas y relieves glaciares y periglaciares. Esta rama está íntimamente ligada con la glaciología.
- Geomorfología estructural: prioriza la influencia de estructuras geológicas en el desarrollo del relieve. Esta disciplina es muy relevante en zonas de marcada actividad geológica donde por ejemplo fallas y plegamientos predeterminan la existencia de cumbres o quebradas, o la existencia de bahías y cabos se explica por la erosión diferencial de afloramientos de roca más o menos resistentes. Esta rama está muy relacionada con la geología
- Geomorfología litoral: estudia las formas del relieve propias de las zonas costeras.

El éxito de la capacidad predictiva de algunos modelos y potenciales aplicaciones en los campos de planificación urbana, ingeniería civil, estrategias militares, desarrollo costero, entre varios más, da inicio en las últimas décadas a la geomorfología aplicada muy destacada en la geografía francesa, en especial gracias al instituto de Geografía Aplicada, fundado por Jean Tricart. Esta aplicación se centra básicamente en la interacción entre acciones humanas y las formas de la tierra, en particular enfocándose en el manejo de riesgos causados por cambios en la superficie de la tierra (naturales o inducidos) conocidos como georriesgos. Estudios de este tipo incluyen movimientos en masa, erosión de playas, mitigación de inundaciones, tsunamis entre otros.